# Dudleya greenei
Dudleya greenei är en fetbladsväxtart som beskrevs av Joseph Nelson Rose, Nathaniel Lord Britton och Rose. Dudleya greenei ingår i släktet Dudleya och familjen fetbladsväxter. Inga underarter finns listade i Catalogue of Life.